# Albia, Iowa
Albia är administrativ huvudort i Monroe County i Iowa. Vid 2010 års folkräkning hade Albia 3 766 invånare.